# Jan Löffler

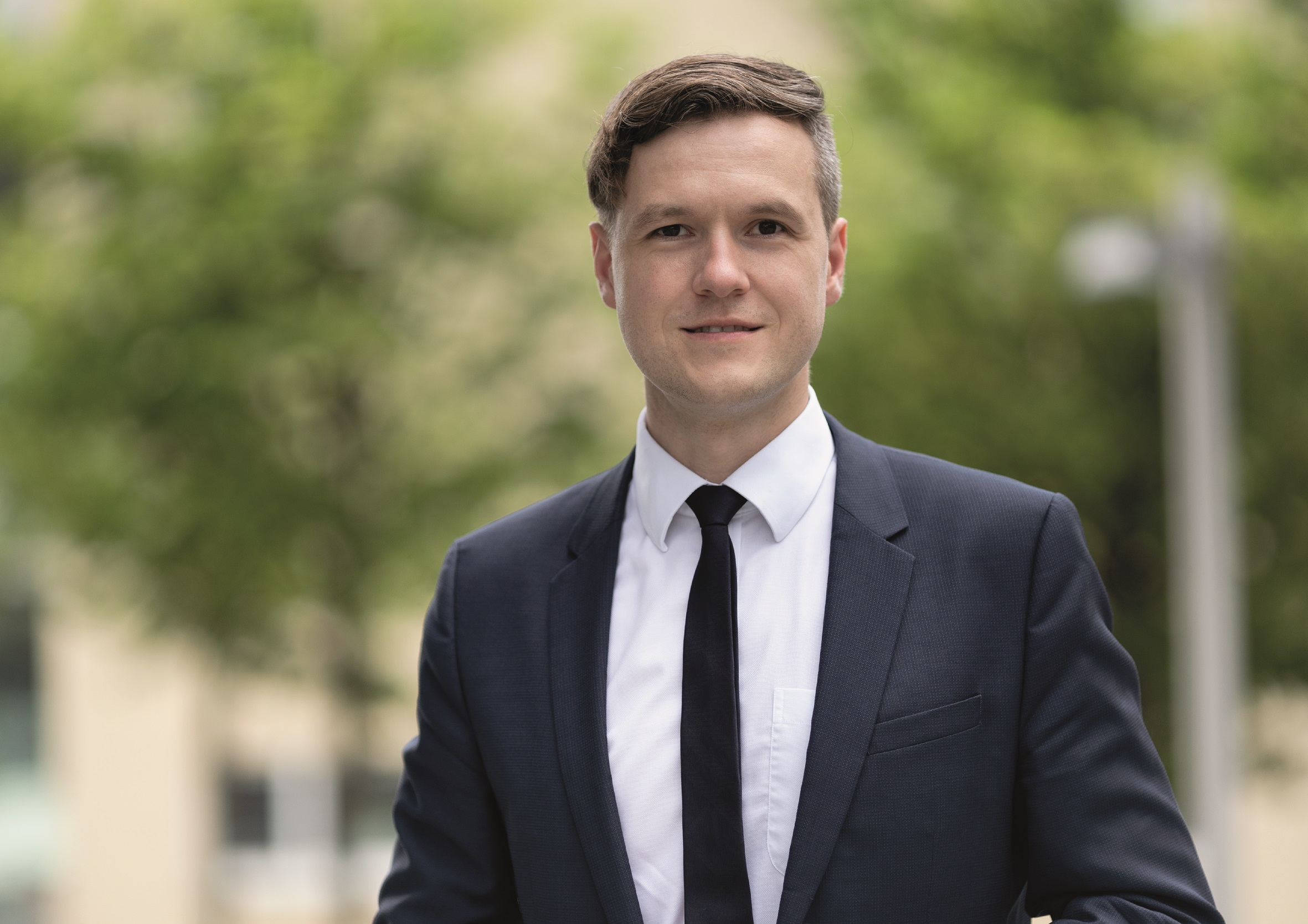
Jan Löffler (2020)

Jan Löffler (* 3. Juni 1981 in Werdau) ist ein deutscher Politiker (CDU). Er ist seit 2009 Mitglied des Sächsischen Landtags und dort stellvertretender Fraktionsvorsitzender und Schatzmeister der CDU-Fraktion.

## Leben
Jan Löffler wuchs in Neukirchen auf. Nach dem Realschulabschluss 1998 besuchte er die Fachoberschule für Wirtschaft und Soziales und erhielt im Jahr 2000 die Fachhochschulreife. Anschließend durchlief er eine Ausbildung zum Bankkaufmann bei der Sparkasse Zwickau, wo er seitdem als Privatkundenberater tätig ist. Berufsbegleitend absolvierte er von 2004 bis 2006 eine Weiterbildung zum Sparkassenfachwirt und parallel dazu von 2004 bis 2007 eine Weiterbildung im Bereich Betriebswirtschaftslehre an der Sächsischen Verwaltungs- und Wirtschafts-Akademie in Dresden. 2007 schloss er dort als Betriebswirt (VWA) ab. Im Jahr 2017 schloss er ein berufsbegleitendes Studium im Fachgebiet Management an der TU Chemnitz mit dem akademischen Grad Bachelor of Science (B. Sc.) ab.

## Politik
Jan Löffler war von 2005 bis 2016 Mitglied der Jungen Union und ist seit 2005 aktives Mitglied der CDU. Seit 2006 ist er dort Vorsitzender des Ortsverbandes Neukirchen. 2006 gehörte er dem Kreisvorstand der CDU Zwickau an und seit 2008 ist er Kreisschatzmeister.
Seit den Kommunalwahlen im Juni 2009 ist er Mitglied im Gemeinderat von Neukirchen/Pleiße. Bei der Landtagswahl 2009 gewann er das Direktmandat im Wahlkreis Zwickauer Land 2 (Wahlkreis 8).
Im April 2010 wurde Jan Löffler durch den Sächsischen Landtag als Vertreter in den Landesbeirat für Brandschutz, Rettungsdienst und Katastrophenschutz gewählt.
2012 wurde Jan Löffler zum Beisitzer im CDU-Fraktionsvorstand des Sächsischen Landtags gewählt.
Bei der Landtagswahl 2014 verteidigte er das Direktmandat im Wahlkreis Zwickau 2 (Wahlkreis 6) mit 44,6 % der Erststimmen. In dieser Legislaturperiode war er Mitglied im Innenausschuss, im Haushalts- & Finanzausschuss und im 1. Untersuchungsausschuss „Neonazistische Terrornetzwerke in Sachsen“.
2017 war er Mitglied der 16. Bundesversammlung.
Bei der Landtagswahl in Sachsen 2019 verteidigte er im Wahlkreis Zwickau 2 mit 39,1 Prozent sein Direktmandat erneut. Jan Löffler war ordentliches Mitglied im Ausschuss für Regionalentwicklung sowie im Ausschuss für Haushalt und Finanzen.
Bei der Landtagswahl in Sachsen 2024 verlor er sein Direktmandat an den Mitbewerber Heiko Gumprecht von der AfD. Löffler zog aber über die Landesliste in den Landtag ein.

## Belege
1. ↑  Fraktionsvorstand. Archiviert vom Original (nicht mehr online verfügbar) am 16. Juni 2019; abgerufen am 10. Februar 2020.  Info: Der Archivlink wurde automatisch eingesetzt und noch nicht geprüft. Bitte prüfe Original- und Archivlink gemäß Anleitung und entferne dann diesen Hinweis.
2. ↑  Sächsischer Landtag hat 34 Mitglieder der 16. Bundesversammlung gewählt. Abgerufen am 10. Februar 2020.
3. ↑  Landtagswahl Sachsen 2019 Ergebnisse Wahlkreis Zwickau 2 (Memento des Originals vom 3. September 2019 im Internet Archive)  Info: Der Archivlink wurde automatisch eingesetzt und noch nicht geprüft. Bitte prüfe Original- und Archivlink gemäß Anleitung und entferne dann diesen Hinweis., abgerufen am 3. September 2019.
4. ↑  Details. Archiviert vom Original (nicht mehr online verfügbar) am 20. Dezember 2016; abgerufen am 10. Februar 2020.  Info: Der Archivlink wurde automatisch eingesetzt und noch nicht geprüft. Bitte prüfe Original- und Archivlink gemäß Anleitung und entferne dann diesen Hinweis.
5. ↑  Referat Kommunikation und Öffentlichkeitsarbeit: Wahlergebnisse - Wahlen - sachsen.de. Abgerufen am 2. September 2024.

| Personendaten    | Personendaten                  |
| ---------------- | ------------------------------ |
| NAME             | Löffler, Jan                   |
| KURZBESCHREIBUNG | deutscher Politiker (CDU), MdL |
| GEBURTSDATUM     | 3. Juni 1981                   |
| GEBURTSORT       | Werdau                         |